# شهرستان داگلاس (کلرادو)
شهرستان داگلاس، کلرادو (به انگلیسی: Douglas County, Colorado) یک سکونتگاه مسکونی در ایالات متحده آمریکا است که در کلرادو واقع شده است.

## خصوصیات
شهرستان داگلاس ۲٬۱۸۳٫۳۷ کیلومترمربع مساحت دارد.